# North Reef Island
North Reef Island är en ö i Australien.   Den ligger i delstaten Queensland, i den östra delen av landet, 1 400 km norr om huvudstaden Canberra. Ön ligger på toppen av ett korallrev, North Reef. Den är en del av Capricorn Group. På ön finns en fyr.